# Porsche Tennis Grand Prix 2008
Il Porsche Tennis Grand Prix 2008  è stato un torneo femminile di tennis giocato sul cemento. 
È stata la 31ª edizione del Porsche Tennis Grand Prix, che fa parte della categoria Tier II nell'ambito del WTA Tour 2008.
Si è giocato indoor, nella Porsche Arena di Stoccarda in Germania, dal 27 settembre al 5 ottobre 2008.

## Campionesse

### Singolare
Jelena Janković ha battuto in finale  Nadia Petrova con il punteggio di 6–4, 6–3

### Doppio
Anna-Lena Grönefeld /  Patty Schnyder hanno battuto in finale  Květa Peschke /  Rennae Stubbs con il punteggio di 6–2, 6–4